# George Shearing
George Albert Shearing (Londen, 13 augustus 1919 - New York, 14 februari 2011) was een Brits-Amerikaans jazzpianist.

## Jonge jaren
Shearing werd blind geboren en leerde op driejarige leeftijd pianospelen. Na beperkte opleiding en uitgebreid luisteren naar jazzopnames, begon hij in hotels, clubs en pubs in de omgeving van Londen te spelen, soms solo, nu en dan met dansorkesten.
In 1940 sloot Shearing zich aan bij de populaire band van Harry Parry, een ster in het Verenigd Koninkrijk. Hij trad op voor de BBC, speelde met de in Londen gevestigde groepen van Stephane Grappelli in de vroege jaren veertig en won zeven opeenvolgende Melody Maker polls.
In 1946 vestigde Shearing zich in de Verenigde Staten. In 1955 werd hij tot Amerikaans staatsburger genaturaliseerd.

## Amerikaans pianist
Hij leidde een kwintet (piano met jazzgitaar, contrabas, drums en vibrafoon), dat in de loop van de jaren Toots Thielemans (gitaar), Cal Tjader, Margie Hyams, Denzil Best, Israël Crosby, Joe Pass en Gary Burton bevatte. Shearing maakte een serie populaire opnamen zoals "September in the Rain" en zijn eigen compositie, Lullaby Of Birdland (1952). Zijn stijl, met inbegrip van het gezamenlijke spelen van de melodie door piano, jazzgitaar en vibrafoon, werd ook veel nagevolgd en ging deel uitmaken van het vocabulaire van de popmuziek, zodat zijn opnames van die periode nu veel minder innovatief klinken dan toen.
Later speelde Shearing met een trio, solo en steeds vaker in een duo. Onder zijn samenwerkingen zijn sets met de Montgomery Brothers, Marian McPartland, Brian Torff, Jim Hall, Hank Jones en Kenny Davern geweest.
In de jaren zeventig was de populariteit van Shearing aanzienlijk verminderd, maar toen hij in 1979 een contract tekende met Concord Records kende zijn muziek een opleving.
In de loop van de jaren heeft Shearing ook met vocalisten als Nat "King"Cole ,Peggy Lee, Ernestine Anderson, Carmen McRae, en in het bijzonder Mel Tormé samengewerkt, met wie hij vaak in de late jaren tachtig en de vroege jaren negentig bij festivals, op radio en voor opnamen optrad.
Ook werkte Shearing samen met het John Pizzarelli Trio om samen tot het album The Rare Delight of You te komen, dat uiterst goede kritieken ontving. De albumcover, die Pizzarelli en Shearing toont terwijl zij poseren voor een stevige blauwe achtergrond, werd ontworpen om op de cover van Nat King Cole Sings: The George Shearing Quintet Plays te lijken, een legendarische jazzopname waarmee het wat betreft stijl sommige gelijkenissen deelt.
Shearings interesse in klassieke muziek resulteerde in sommige uitvoeringen met orkesten in de jaren vijftig en jaren zestig en zijn solo’s zijn vaak geïnspireerd op Claude Debussy en in het bijzonder Erik Satie. Shearing maakte ook een opname met de klassieke hoornist Barry Tuckwell.

## Arrangeur
Shearing schreef een aantal jazzarrangementen van hymnen voor orgel in samenwerking met organist Dale Wood, die in de vorm van bladmuziek zijn gepubliceerd.

## Autobiografie
In 2005 kwam George Shearings autobiografie uit, passend getiteld Lullaby Of Birdland.